# Lucia Peak
Der Lucia Peak ist ein Berg im Australischen Antarktis-Territorium. In den Ravens Mountains der Britannia Range ragt er 3 km nordwestlich des Adams Crest auf.
Das Advisory Committee on Antarctic Names benannte ihn 2001 nach Chief Master Sergeant Charles R. Lucia, Wartungsleiter beim 109. Airlift Wing der Air National Guard.